# JNR classe DF50
La classe DF50 est un type de locomotive diésel au Japon.  C'est une locomotive de type UIC Bo-Bo-Bo .